# Haarpinsel

Verwendung eines Haarpinsels

Haarpinsel sind aus geeigneten Tierhaaren gefertigte Pinsel, beispielsweise aus Rindsohrenhaaren. Besonders hochwertig sind Marderhaarpinsel (Rotmarderpinsel) und Dachshaarpinsel, die beispielsweise von dem Maler Jan Vermeer verwendet wurden.
Chinaborsten sind Naturborsten vom Chinaschwein. Diese Schweinerasse hat längere und üppigere Borsten als europäische Schweinerassen. Chinaborsten gibt es sowohl in heller, als auch in schwarzer Farbe. Die schwarzen Borsten gelten allgemein als fester und langlebiger. Aus diesem Grund werden für Qualitätspinsel in der Regel schwarze Chinaborsten verwendet.
Haarpinsel finden in der Malerei Anwendung. Sie bestehen aus Tierhaaren, Nickelzwinge und kurzem oder langem Stiel, der lackiert oder unlackiert sein kann. Haarpinsel gibt es in den diversen Formen wie flach (Flachpinsel), rund (Rundpinsel), fächerförmig (Fächerpinsel) und auch als spezielle „Katzenzungenform“, die spitz ausläuft (Strichzieher).